# Hyposidra bombycaria
Hyposidra bombycaria är en fjärilsart som beskrevs av Walker 1866. Hyposidra bombycaria ingår i släktet Hyposidra och familjen mätare. Inga underarter finns listade i Catalogue of Life.